# キンブリ語
キンブリ語（キンブリご、ドイツ語: Zimbrisch, Tzimbrisch, イタリア語: Cimbro）は高地ドイツ語の上部ドイツ語のうちバイエルン語に属する南バイエルン語の一言語。チンブリ語、ツィンブリ語、チンブロ語、ツィンブリッシュとも呼ばれる。

## 概要
イタリア北東部で話されていて、キンブリ語話者はツィンベルン（ドイツ語: Zimbern）として知られている。名称の由来は古代の民族のキンブリ族といわれている。長年のイタリア語やベネチア語の使用によりキンブリ語話者は減り続け、危機に瀕する言語となった。モケーニ語と関係のある言語である。

## 歴史
多くの言語学者は、キンブリ語話者の起源を中世（11世紀から12世紀にかけて）に移住してきたバイエルン人移民に求める仮説を支持している。
ヴェローナへのバイエルン人の移動が確認できる最も古い年代は、1050年ごろである（バイエルン州立図書館蔵の Cod. lat. 4547）。このバイエルン人の集落は11世紀から12世紀にかけて存続した。
キンブリ語話者の起源をロンバルド人に求める仮説もある。1948年にBruno Schweizerが提唱し、1974年にAlfonso Bellottoが再提唱した。2004年にはキンブリ語話者の言語学者 Ermenegildo Bidese によって、この議論が復活した。
14世紀、イタリアにドイツ語系の言語を話す人々が暮らしていることを「発見」したイタリアの人文学者たちは、この言語を古代のキンブリ族（紀元前2世紀ごろにイタリアに入ってきた）と関連付けた。この言語の現代のエンドニム（内名、自称）である Zimbar は、これに由来するようである。このほか、大工を意味する語（英語の timber と同根）に求める説もある。

## 現状

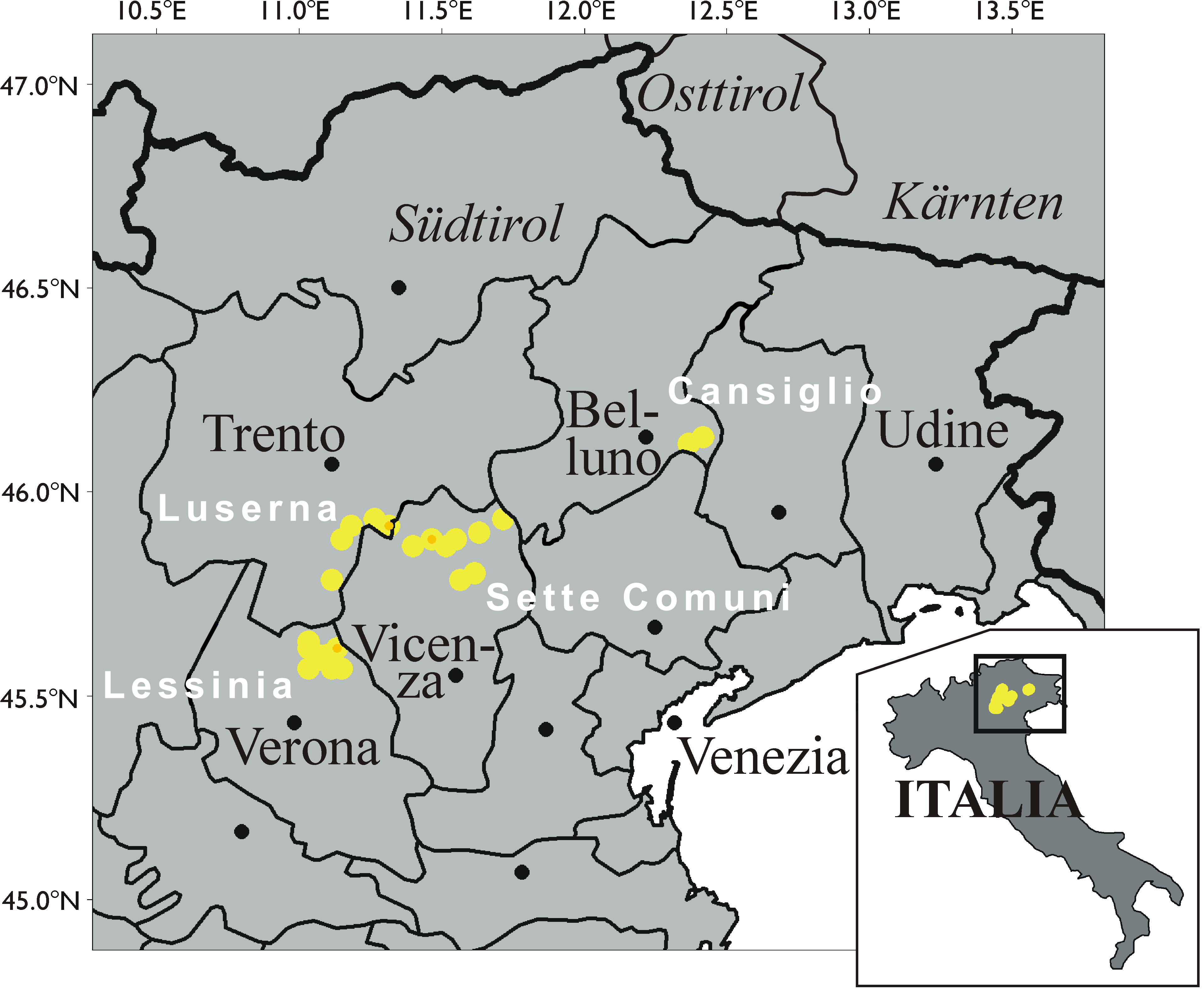
キンブリ語の歴史的分布（黄）と現在の分布（橙）。
図中には、本文中の3地域のほかにベッルーノ県のカンシーリオ地域についても示されている。

キンブリ語は以下の地域に分布し、大きく3つの方言に分類できる。
- ヴィチェンツァ県のセッテ・コムーニ（アジアーゴ高原）。現在ではロアーナでのみ話されている。
- トレント自治県のルゼルナ
- ヴェローナ県のトレディチ・コムーニ（レッシニア）。現在はジャッツァ地区 (it) でのみ話されている。

キンブリ語は、公用語として使われる標準イタリア語や、周辺地域で優勢なヴェネト語によって、消滅の危機にさらされている。かつてはこれ上記以外の地域でも話されていたが消滅した。キンブリ語話者は2000年時点でルゼルナ周辺におおよそ400人と推定されていた。
2001年の国勢調査に際し、トレント自治県（トレンティーノ）では初めて母語の統計がとられた。ルゼルナでは住民の過半数（267人、89.9%）がキンブリ語を話すと回答、他の自治体でも615人が自らをキンブリ語の言語集団に属すると認識しており、トレント自治県全体では合計882人の話者がいることが明らかになった。ジャッツァやロアーナでは高齢の話者がわずかに残ることを考えれば（ユネスコはジャッツァやロアーナでキンブリ語が消滅中 (disappearing) としている）、村人の多数がキンブリ語を話すことのできるルゼルナの言葉が、キンブリ語の諸変種（方言）のなかでも最も栄えていると言える。
キンブリ語は、トレント自治県においては県および国の法律によって認識されている。1990年代から、国会や県議会でさまざまな法や条例が成立し、キンブリ語と文化は保護のもとに置かれるようになった。学校のカリキュラムは、キンブリ語での教育を可能にするため改められ、道路標識は二言語表示がなされるようになった。1987年には文化研究所 Istituto Cimbro/Kulturinstitut Lusérn が設立され、「ルゼルナにおいてドイツ語を話すマイノリティの民族誌や文化遺産の保護と振興を図り、キンブリ語話者コミュニティがある地域の環境の保護と経済文化の発展のために歴史的・言語的な表現に注意を払うこと」を目的に掲げた。文化研究所は、子供のための文学コンペティションや、言語習得のための夏季合宿（イマージョン・プログラム）を主催している。

## 例

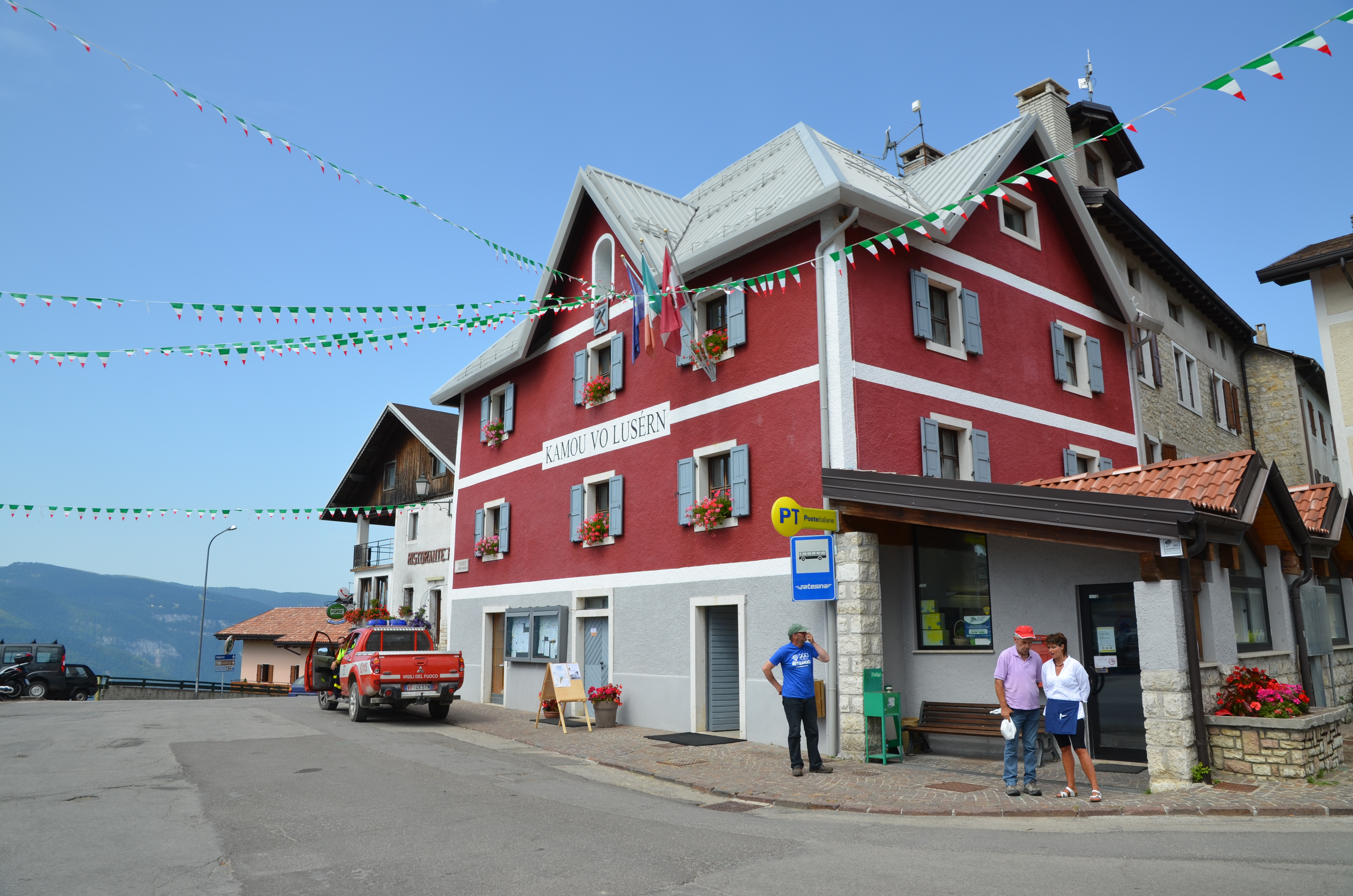
ルゼルナ村役場。キンブリ語による看板 (Kamou vo Lusérn)が掲げられている

主の祈りの言語間比較（日本語はカトリック教会と日本聖公会の共通口語訳）。
| キンブリ語 （トレディチ・コムーニ）                                          | キンブリ語 （ルゼルナ）                                                    | 標準ドイツ語                                                        | 英語                                                            | 日本語                                                                                  |
| ---------------------------------------------------------------------------- | -------------------------------------------------------------------------- | ------------------------------------------------------------------- | --------------------------------------------------------------- | --------------------------------------------------------------------------------------- |
| Vatar usar ta Do pist ime Himmel, gaholagat sait Dai name. Kime Daine Raich. | Vatar ünsar bo Do pist in Hümbl, as da sai haile Doi Nàm. Dain Raich kime. | Vater unser im Himmel, geheiligt werde Dein Name. Dein Reich komme. | Our Father in heaven, hallowed be your name. Your kingdom come, | 天におられる わたしたちの父よ、 み名が聖〔せい〕とされますように。 み国が来ますように。 |